# Bisdom Cúcuta
Het bisdom Cúcuta (Latijn: Dioecesis Cucutensis) is een rooms-katholiek bisdom met als zetel Cúcuta, in Colombia. Het bisdom is suffragaan aan het aartsbisdom Nueva Pamplona. 

## Geschiedenis
Het bisdom werd opgericht op 29 mei 1956, uit delen van het nieuw verheven aartsbisdom Nueva Pamplona.  

## Parochies
Het bisdom had in 2021 een oppervlakte van 2.200 km2 en telde 1.059.580 inwoners waarvan 85,0% rooms-katholiek was.

## Bisschoppen
- Luis Pérez Hernández (29 mei 1956 - 28 juni 1959)
- Pablo Correa León (22 juli 1959 - 27 juli 1970)
- Pedro Rubiano Sàenz (2 juni 1971 - 26 maart 1983)
- Alberto Giraldo Jaramillo (26 juli 1983 - 18 december 1990)
- Rubén Salazar Gómez (11 februari 1992 - 18 maart 1999)
- Oscar Urbina Ortega (9 november 1999 - 30 november 2007)
- Jaime Prieto Amaya (1 december 2008 - 25 augustus 2010)
- Julio César Vidal Ortiz (16 juli 2011 - 24 juli 2015)
- Víctor Manuel Ochoa Cadavid (24 juli 2015 - 7 december 2020)
- José Libardo Garcés Monsalve (4 oktober 2021 - heden; apostolisch administrator sinds 30 januari 2021)

## Galerij van afbeeldingen

Wapen van het bisdom Cúcuta

Nueva Pamplona (aartsbisdom) · Arauca · Cúcuta · Ocaña · Tibú